# Pterostoma gigantina
Pterostoma gigantina är en fjärilsart som beskrevs av Otto Staudinger 1892. Pterostoma gigantina ingår i släktet Pterostoma och familjen tandspinnare. Inga underarter finns listade.